# Geoff Brown
Geoffrey Brown, detto Geoff (Murrurundi, 7 aprile 1924 – 20 giugno 2001), è stato un tennista australiano.

## Carriera
Protagonista nei tornei del secondo dopoguerra ottiene buoni risultati in tutte le specialità: singolare, doppio maschile e doppio misto.

Agli Australian Championships 1946 raggiunge le semifinali eliminando sulla sua strada Frank Sedgman e Harry Hopman prima di arrendersi al futuro vincitore del torneo, John Bromwich. Al Torneo di Wimbledon dello stesso anno raggiunge la finale in tutte le specialità senza però riuscire a conquistare alcun trofeo. Nel singolare viene sconfitto da Yvon Petra dopo essere stato in vantaggio di due set, nel doppio maschile insieme a Dinny Pails viene sconfitto dal team statunitense Brown-Kramer mentre nel doppio misto dove ha partecipato con Dorothy Cheney viene eliminato nuovamente da Tom Brown, questa volta insieme a Louise Brough.
Nel 1948 e 1949 raggiunge nuovamente le semifinali degli Australian Championships ma, come nel 1946, è sempre John Bromwich a impedirgli l'accesso in finale. Durante il Torneo di Wimbledon 1950 si presenta al match decisivo sia nel doppio maschile che nel doppio misto ma fallisce nuovamente la vittoria in un torneo dello Slam. Nel maschile viene sconfitto in cinque set insieme a Bill Sidwell mentre nel misto insieme a Pat Canning viene sconfitto da Louise Brough e Eric Sturgess.
In Coppa Davis gioca quattro match, vincendone tre, aiutando la squadra australiana a raggiungere le finali nel 1947 e 1948.

## Finali del Grande Slam

### Singolare

#### Finali perse (1)
| Anno | Torneo                      | Avversario in finale | Risultato               |
| 1946 | Torneo di Wimbledon, Londra | Yvon Petra           | 4–6, 4–6, 6–3, 7–5, 8–6 |